# Castulo discrepans
Castulo discrepans là một loài bướm đêm thuộc phân họ Arctiinae, họ Erebidae.